# Chalacala Alta
Chalacala Alta es un caserío peruano ubicado en el distrito de Sullana, perteneciente a la provincia de Sullana del departamento de Piura, al norte del Perú. 

## Ubicación
Chalacala Alta se ubica al oeste de la provincia de Sullana, en el distrito homónimo, en el departamento de Piura. Se ubica cerca al río Chira. 

## Demografía
En 2017 Chalacala Alta tenía una población de 467 habitantes.
| Gráfica de evolución demográfica de Chalacala Alta entre 1993 y 2017 |
|                                                                      |
| Fuentes: Población 1993 y 2017                                       |